# Simón de Anda y Salazar
Simón de Anda y Salazar, né 28 octobre 1701 ou 1709 à Subijana de Álava et mort le 30 octobre 1776 à Cavite, était un juge et gouverneur espagnol. Il fut gouverneur général des Philippines de 1762 à 1764 puis de 1770 à 1776.

## Biographie
Né à Subijana au Pays basque, il était juge de l'Audience royale de Manille.
Après la prise de Manille par les Britanniques le 6 octobre 1762 dans le cadre de la guerre de Sept Ans, la Real Audiencia envoya Simón de Anda à Bulacán pour organiser la résistance, le nommant lieutenant gouverneur,. Anda emporta avec lui une bonne partie du trésor espagnol et s’enfuit de Manille par la poterne Notre-Dame de la Solitude, rejoignant Bulacán par bateau via le fleuve Pasig. Il se rendit ensuite rapidement à Bacolor, qui était plus sûr que Bulacán. Simón de Anda, qui était alors le plus haut gradé de l’Audiencia en liberté, décréta assurer le pouvoir aux Philippines, comme les textes du Conseil des Indes le permettaient en cas de rébellion ou d’invasion. Le roi valida rétrospectivement cette initiative après la guerre. 
Simón de Anda rassembla une armée d’environ dix mille hommes, principalement des volontaires philippins loyaux à l’Espagne, qui parvinrent à maintenir les troupes britanniques retranchées à Manille et Cavite malgré le manque d’armes. Les Britanniques menèrent plusieurs expéditions contre Anda, sans grand succès, n’obtenant jamais de victoire décisive contre Simón de Anda. La fin de la guerre de Sept Ans conduisit les Anglais à évacuer Manille en 1764, et Francisco Javier de la Torre prit la fonction de gouverneur général le 17 mars 1764.
En août 1764, il informa en Espagne sur les problèmes de la colonie, dont les abus et la mauvaise gouvernance.
Simón de Anda fut officiellement nommé gouverneur général en avril 1770, à la suite de José Antonio Raón y Gutiérrez. Déterminé à améliorer la gouvernance de la colonie, il continua le travail de reconstruction, de réforme et de développement économique initié après la conquête anglaise de Manille,. Il s'opposa à la sécularisation des monastères. Il gouverna jusqu'à sa mort.